# اچ‌ام‌اس استاندارد (۱۷۸۲)
اچ‌ام‌اس استاندارد (۱۷۸۲) (به انگلیسی: HMS Standard (1782)) یک کشتی بود که طول آن ۱۵۹ فوت ۶ اینچ (۴۸٫۶۲ متر) بود. این کشتی در سال ۱۷۸۲ ساخته شد.